# Omega Misaki
Omega Misaki är en udde i Antarktis. Den ligger i Östantarktis. Norge gör anspråk på området.
Terrängen inåt land är kuperad åt sydost, men åt nordost är den platt. Havet är nära Omega Misaki åt nordväst. Trakten är obefolkad. Det finns inga samhällen i närheten. 